# Euhystricia cussiliris
Euhystricia cussiliris är en tvåvingeart som beskrevs av Henry J. Reinhard 1953. Euhystricia cussiliris ingår i släktet Euhystricia och familjen parasitflugor. Inga underarter finns listade i Catalogue of Life.